# Красавица и Чудовище (мюзикл)
«Красавица и Чудовище» (англ. Beauty and the Beast) — мюзикл, основанный на одноимённом мультфильме студии Walt Disney Pictures. Премьера состоялась в Хьюстоне в ноябре 1993 года. Бродвейская премьера прошла 18 апреля 1994 года. На Бродвее мюзикл, прошёл 5461 раз, став восьмым по продолжительности жизни бродвейским мюзиклом.

## Перечень постановок
- 1993 Хьюстон, США
- 1994 Бродвей, Нью-Йорк, США
- 1995 Австралия
- 1995 Австрия
- 1995 Канада
- 1995 Япония
- 1995 Лос-Анджелес, США
- 1995 Первый американский национальный тур
- 1997 Германия
- 1997 Мехико, Мексика
- 1997 Вест-Энд, Лондон, Великобритания
- 1998 Аргентина
- 1999 Китай
- 1999 Испания
- 1999 Второй американский национальный тур
- 2001 Бразилия
- 2001 Британский национальный тур
- 2004 Южная Корея
- 2005 Венгрия
- 2007 Мехико, Мексика
- 2007 Испания
- 2008 Япония
- 2008 Гонконг
- 2008 Москва, Россия
- 2008 Южная Африка
- 2009 Бразилия
- 2009 Хартленд, Великобритания
- 2010 Третий американский национальный тур
- 2012 Астана, Казахстан
- 2014 Москва, Россия

## Список песен оригинальной бродвейской версии
- Prologue (The Enchantress)
- Belle
- No Matter What
- No Matter What (reprise) / Wolf Chase
- Me
- Belle (reprise)
- Home
- Home (reprise)
- Gaston
- Gaston (reprise)
- How Long Must This Go On
- Be Our Guest
- If I Can’t Love Her
- Entr’acte / Wolf Chase
- Something There
- Human Again
- Maison des Lunes
- Beauty and the Beast
- If I Can’t Love Her (reprise)
- The Mob Song
- The Battle
- End Duet / Transformation
- Beauty and the Beast (reprise)
- Be Out Quest (reprise)

## Постановка в Москве (2008—2010)
Премьера российской постановки, в переводе Алексея Кортнева, состоялась 11 октября 2008 года в Московском Дворце Молодёжи. Продолжительность спектакля составляла 2 часа 30 минут.
Постановкой мюзикла занималась компания Stage Entertainment. Выбор исполнителя главной роли Чудовища-Принца осуществлялся при помощи открытого национального кастинга «Найди своего Принца!». Финал кастинга проводился во Франции в замке Шато де Рарай, где в 1946 году Жан Кокто снял свой фильм «Красавица и Чудовище» с Жаном Маре в главной роли. В состав жюри вошли ведущие постановщики Stage Entertainment из России и Европы. В результате победителем стал Игорь Иванов из Бреста, выбранный из более чем 500 претендентов.
В отличие от Бродвея, на роль главной героини были выбраны сразу две звезды — Наталия Быстрова, звезда мюзиклов, поставленных Stage Entertainment, и Екатерина Гусева, звезда российских мюзиклов (например, «Норд-Ост»), а также известная актриса театра и кино. Таким образом, роль Белль играли две актрисы первого плана (в данном случае не шла речь о первом и втором составе).
3 марта 2009 года роль Принца сыграл Ф.Киркоров
В мае 2009 года мюзикл закрыл первый сезон. За первый сезон проката мюзикл «Красавица и Чудовище» посетили более 400 000 зрителей, став самой успешной бродвейской постановкой в России.
В преддверии открытия второго театрального сезона, было решено перенести успех мюзикла на принципиально новый для России проект — телевизионное кастинг-шоу «Найди Чудовище!», которое выходило с 26 сентября по 21 ноября 2009 года, по субботам, в 16:30 на канале «ТВ Центр». Ведущими проекта были Сергей Майоров и Екатерина Гусева. Победителем проекта стал актёр театра и кино Виктор Добронравов.
За два года проката мюзикл посмотрело более 600 000 зрителей, в том числе — десятки отечественных звёзд шоу-бизнеса, известных деятелей культуры, спорта и политики. К концу апреля 2010 года общее количество спектаклей, в которых задействовано 35 артистов, составило около 500.
18 октября 2014 года театральная компания «Стейдж Энтертейнмент» совместно с компанией Disney представила столичной публике мюзикл «Красавица и Чудовище» в театре «Россия» на Пушкинской площади. Этот год стал для постановки юбилейным — ровно 20 лет назад состоялась мировая премьера мюзикла на Бродвее. Главную роль Чудовища сыграл Павел Лёвкин — артист театра МХТ им. А. П. Чехова, ученик Игоря Золотовицкого. Партию Белль исполнила звезда постановок MAMMA MIA! и «Русалочка» Анастасия Яценко. Образ охотника и силача Гастона воплотил Евгений Шириков, успевший ранее принять участие в других постановках «Стейдж Энтертейнмент» — «Звуки Музыки» и «Русалочка». «Канделябром» — уточненным и веселым Люмьером — стал титульный голос киномюзикла «Стиляги», актёр театра и кино, участник мюзиклов MAMMA MIA! и ZORRO Андрей Бирин.

## Список песен официальной российской аудиозаписи (2008—2010)
- Увертюра
- Белль
- Мне дела нет
- Я
- Белль (реприза)
- Дом
- Гастон
- Гастон (реприза)
- Как долго мне терпеть?
- Вы наш гость!..
- Мне не суждено любви
- Увертюра 2-го акта. Волки
- Как странно мне…
- Снова будем людьми
- Дурдом
- Красавица и Чудовище
- Я стала вдруг иной
- Песня толпы
- Дом (реприза). Превращение
- Финал
- Красавица и Чудовище (бонус-трек)

## Актёрский состав российской постановки (2008—2010, 2014-2015)
Основной состав
|                   | 2008/2009, МДМ                                                   | 2009/2010, МДМ                                                   | 2014/2015, "Россия"                          |
| ----------------- | ---------------------------------------------------------------- | ---------------------------------------------------------------- | -------------------------------------------- |
| Белль             | Наталия Быстрова, Екатерина Гусева, Алена Фиргер, Анна Лукоянова | Наталия Быстрова, Екатерина Гусева, Алена Фиргер, Анна Лукоянова | Анастасия Яценко, Наталия Быстрова, Юлия Ива |
| Чудовище          | Игорь Иванов, Максим Маминов, Дмитрий Янковский                  | Виктор Добронравов                                               | Павел Лёвкин, Алексей Коновалов              |
| Люмьер            | Андрей Бирин, Максим Маминов                                     | Дмитрий Ермак                                                    | Андрей Бирин                                 |
| Гастон            | Дмитрий Дьяконов, Ростислав Колпаков, Дмитрий Янковский          | Ростислав Колпаков, Андрей Бирин                                 | Евгений Шириков                              |
| Миссис Чайтон     | Елена Чарквиани, Елена Моисеева                                  | Елена Чарквиани, Елена Моисеева                                  | Анна Гученкова                               |
| Диндон            | Игорь Портной, Марат Абдрахимов                                  | Игорь Портной, Марат Абдрахимов                                  | Игорь Портной, Марат Абдрахимов              |
| Морис             | Марат Абдрахимов, Алексей Бобров, Дмитрий Янковский              | Марат Абдрахимов, Алексей Бобров, Дмитрий Янковский              | Владимир Ябчаник                             |
| Лефу              | Алексей Емцов, Роман Аптекарь                                    | Алексей Емцов, Роман Аптекарь                                    | Александр Олексенко                          |
| Мадам де ля Комод | Лусине Тишинян, Оксана Костецкая, Алена Фиргер                   | Лусине Тишинян, Оксана Костецкая, Алена Фиргер                   | Алёна Фиргер                                 |
| Бабетта           | Ирина Котельникова, Оксана Костецкая                             | Ирина Котельникова, Оксана Костецкая                             | Мария Ольхова                                |
| Мсье Мрак         | Владимир Ябчаник                                                 | Иван Ожогин                                                      | Константин Соколов                           |

Ансамбль (2008-2010):
Елена Албул, Роман Аптекарь, Андрей Борисов, Олег Гончаров, Кирилл Золыгин, Лукерья Ильяшенко, Виктория Канаткина, Екатерина Ключарева, Ростислав Колпаков, Екатерина Корчагина, Оксана Костецкая, Максим Маминов, Елена Моисеева, Екатерина Налетова, Галина Никитина, Сергей Сорокин, Виталий Тереховский, Юлия Тимошенко, Алена Фиргер, Георгий Хасиев, Александр Хлепитько, Юрий Чулков, Владимир Ябчаник, Ирина Кашуба (данс-капитан)
Дублирующий состав (2008-2010):
Марат Абдрахимов (Диндон), Роман Аптекарь (Лефу), Александр Бочаров (Лефу), Алексей Бобров (Морис), Ростислав Колпаков (Гастон), Оксана Костецкая (Мадам де ля Комод, Бабетта), Анна Лукоянова (Белль), Максим Маминов (Люмьер, Чудовище), Елена Моисеева (Миссис Чайтон), Юлия Тимошенко (Миссис Чайтон), Алена Фиргер (Белль), Владимир Ябчаник (Чудовище), Дмитрий Янковский (Чудовище, Гастон, Морис, Люмьер).
Ансамбль (2014-2015):
Елена Балыкова, Анастасия Бедулева, Андрей Борисов, Алёна Бурова, Мария Глущенко-Молчанова, Александра Дорохова, Юлия Иванющенко, Виктория Канаткина, Владимир Козлов, Екатерина Лисоченко, Сергей Могиш, Максим Немков, Галина Никитина, Наталия Плотвинова, Владимир Сапожников, Евгений Скочин, Сергей Смолин, Сергей Степанов, Ирина Соболенко, Юлия Тимошенко, Николай Яковлев, Александр Бочаров (Данс-капитан).
Дублирующий состав (2014-2015):
Елена Балыкова (Бабетта), Юлия Иванющенко (Белль), Виктория Канаткина (Бабетта, Миссис Чайтон), Екатерина Лисоченко (Белль), Владимир Сапожников (Лефу), Евгений Скочин (Мсье Мрак), Сергей Степанов (Люмьер), Юлия Тимошенко (Миссис Чайтон, Мадам де ля Комод), Александр Бочаров (Люмьер, Лефу, Мсье Мрак)